# Messier 48
Messier 48 este un obiect ceresc care face parte din Catalogul Messier, întocmit de astronomul francez Charles Messier.